# Jatropha humboldtiana
Jatropha humboldtiana är en törelväxtart som beskrevs av Mcvaugh. Jatropha humboldtiana ingår i släktet Jatropha och familjen törelväxter.
Artens utbredningsområde är Peru. Inga underarter finns listade i Catalogue of Life.